# Adémar de Chabannes
Adémar de Chabannes, född omkring 988 i byn Chabannes i departementet Haute-Vienne, avled omkring 1030, sannolikt i Jerusalem på en pilgrimsfärd, var en fransk medeltida historieskrivare. Han uppfostrades i klostret S:t Martial i Limoges och blev munk. Adémars främsta krönikearbete är
Chronicon aquitanicum et francicum, även kallat Historia francorum, som i tre böcker skildrar frankiska historien från äldsta tider fram till år 1028. Tredje boken, som behandlar tiden 814-1028, har självständigt värde (den är tryckt i
Monumenta Germaniæ historica, scriptores, band IV).